# شرك غفلة
شَرَك الغَفلة هو أداة أو غرض مُصمم لقتل أو إيذاء أو مفاجأة إنسان أو حيوان آخر. يُفعّل عند وجود الضحية أو بسبب أفعالها، وقد يحتوي أحيانًا على طعم مُصمم لجذب الضحية نحوه. قد يُصمَّم الشرك لاستهداف المتعدين الذين يدخلون المناطق المحظورة، ويُفعَّل عند قيام الضحية بأي فعل (مثل فتح باب، أو التقاط شيء ما، أو تشغيل جهاز). كما يُمكن أن يُفعَّل أيضًا عند مرور المركبات على الطريق، كما في حالة العبوات الناسفة.